# Bisdom Humaitá
Het bisdom Humaitá (Latijn: Dioecesis Humaitanensis) is een rooms-katholiek bisdom met als zetel Humaitá, in Brazilië. Het bisdom is suffragaan aan het aartsbisdom Porto Velho.

## Geschiedenis
Het bisdom werd opgericht op 26 juni 1961, als de territoriale prelatuur Humaitá, uit delen van het aartsbisdom Manaus en de territoriale prelatuur Porto Velho, en was suffragaan aan het aartsbisdom Manaus. Op 16 oktober 1979 werd het verheven tot bisdom. Op 4 oktober 1982 wisselde het van kerkprovincie en werd suffragaan aan het aartsbisdom Porto Velho.

## Parochies
Het bisdom had in 2021 een oppervlakte van 135.000 km2 en telde 123.730 inwoners waarvan 70,4% rooms-katholiek was.

## Bisschoppen
- José Domitrovitsch (5 augustus 1961 - 27 februari 1962)
- Miguel d’Aversa (21 mei 1962 - 6 maart 1991)
- José Jovêncio Balestieri (6 maart 1991 - 29 juli 1998)
- Franz Josef Meinrad Merkel (26 juli 2000 - 12 augustus 2020)
- Antônio Fontinele de Melo (12 augustus 2020 - heden)

Porto Velho (aartsbisdom) · Cruzeiro do Sul · Guajará-Mirim · Humaitá · Ji-Paraná · Lábrea (territoriale prelatuur) · Rio Branco